# Trio Bennato
Il Trio Bennato era un gruppo musicale italiano, nato nel 1958 per iniziativa dei fratelli Edoardo (Bagnoli, 23 luglio 1946), Eugenio (Bagnoli, 16 marzo 1948) e Giorgio Bennato (Bagnoli, 4 ottobre 1949 – 16 gennaio 2024); quest'ultimo, noto anche come Giorgio Zito.

## Storia

### Gli inizi
Il talento musicale è uno dei tratti che accomuna i tre fratelli Bennato: insieme, nel 1958, formano il Trio Bennato, in cui Edoardo canta e suona la chitarra, Eugenio suona la fisarmonica e Giorgio le percussioni; i tre iniziano a esibirsi in diversi locali cittadini (il Circolo Canottieri, il dopolavoro dell'Italsider, il Teatro Mediterraneo e molti altri).
L'anno dopo, vengono chiamati come ospiti in un programma per la TV dei ragazzi, Il nostro piccolo mondo, realizzato da Lea Maggiulli Bartorelli (nota come Zietta Liù); è la prima apparizione in TV per i tre piccoli grandi musicisti partenopei. A luglio, grazie all'armatore Aldo Grimaldi, i tre fratelli eseguono una serie di spettacoli in una crociera verso il Sudamerica e poi anche in Venezuela, apparendo anche nel programma televisivo Lo show de las doces trasmesso da Canal 7. A settembre si è pensato che avrebbero potuto essere chiamati da Cino Tortorella (alias Mago Zurlì), sempre in veste di ospiti, alla 1ª edizione dello Zecchino d'Oro.

### Gli anni a venire
Parallelamente, nel corso degli anni, ciascuno dei tre percorre la propria strada della musica:
- Edoardo è uno dei più grandi rocker italiani. Primo cantante italiano a riempire lo stadio milanese di San Siro con più di 60.000 persone e ad esibirsi sul palco del Montreux Festival, ha scritto e interpretato canzoni indimenticabili come Una settimana... un giorno..., Campi Flegrei, Lei non è qui... non è là[2], Un giorno credi[3], Feste di piazza[3], Venderò[2], Franz è il mio nome, È stata tua la colpa, La fata, Il gatto e la volpe, Quando sarai grande, Sono solo canzonette, Un'estate italiana (inno ufficiale dei mondiali di calcio Italia '90) incisa in coppia con Gianna Nannini, Le ragazze fanno grandi sogni, solo per citarne alcuni. È stato inoltre autore per numerosi artisti: dalla Formula 3 a Gino Paoli, Herbert Pagani (con cui, ha firmato Cin cin con gli occhiali, Ahi, le Hawaii e Susan dei marinai[4]), Mina, Bobby Solo, Loredana Bertè e molti altri artisti. Nel 2002 ha scritto con Gino Magurno e Ornella Della Libera Lo stelliere, canzone vincitrice della 45ª edizione dello Zecchino d'Oro.
- Eugenio è uno dei fondatori, insieme a Carlo D'Angiò, della Nuova Compagnia di Canto Popolare (1967) e dei Musicanova (1976): nel corso della sua carriera fino a oggi ha pubblicato complessivamente 34 album (24 dei quali, da solista), componendo diverse colonne sonore tra cui quella dello sceneggiato televisivo L'eredità della priora (tratto dall'omonimo romanzo di Carlo Alianello) e quella del film La stanza dello scirocco; per quest'ultima ha vinto, nel 1999, il Nastro d'argento per la miglior colonna sonora. È inoltre il fondatore del movimento Taranta Power, nato con l'intento di promuovere la taranta attraverso musica, cinema e teatro.
 E non è tutto. Ha anche partecipato a due edizioni del Festival di Sanremo:
  - alla 40ª, assieme a Tony Esposito, con Novecento auf Wiedersehen (nel 1990);
  - alla 58ª, da solista, con Grande sud (nel 2008).
- Giorgio, il minore dei tre fratelli, sviluppa inizialmente la sua carriera musicale come tecnico del suono. Ha inciso diversi dischi per la Lupus e la Polydor. Con i Diesel, gruppo di cui è fondatore, ha partecipato alla realizzazione delle trasmissioni televisive Napoli prima e dopo (su Rai 1) e Viva Napoli (su Canale 5). Insieme ai fratelli fonda, nel 1980, la Edizioni musicali Cinquantacinque[5] e, nel 1985, la Cheyenne Records[5]; di cui diventa direttore artistico, mentre continua a collaborare alle produzioni delle incisioni di Edoardo ed Eugenio. Come quest'ultimo dei due, anche Giorgio ha partecipato al Festival di Sanremo; lo ha fatto alla 30ª edizione, come "Giorgio Zito e i Diesel", con Ma vai, vai! (nel 1980).

### 2017: la reunion
Il 6 gennaio 2017 esce Domani, un brano cantato per la prima volta dai tre fratelli Bennato Edoardo, Eugenio e Giorgio. Il brano è scritto dall'amico Gino Magurno ed è pubblicato dall'etichetta indipendente Walkman Records.